# Diphenylether
Diphenylether ist eine chemische Verbindung aus der Gruppe der Ether und der einfachste Diarylether. Die Verbindung besteht aus zwei über ein Sauerstoffatom verknüpften Benzolringen.

## Gewinnung und Darstellung
Diphenylether und viele seiner Eigenschaften wurden zuerst Anfang 1901 publiziert.
Die Darstellung erfolgt über eine Ullmann-Kondensation, durch Reaktion von Phenol und Brombenzol in Anwesenheit einer Base und eines Katalysators wie Kupfer:
{\displaystyle \mathrm {PhONa+PhBr\rightarrow PhOPh+NaBr} }
Durch Nebenreaktionen ist Diphenylether auch ein signifikantes Nebenprodukt bei der Hochdruckhydrolyse von Chlorbenzol bei der Produktion von Phenol.

## Verwendung
Diphenylether wird als Rosenparfüm für Seifen und Detergenzien und als Wärmeübertragungsmittel verwendet. Es ist Ausgangsstoff für viele abgeleitete Verbindungen und chemische Synthesen. So werden zum Beispiel seine bromierten Derivate (Polybromierte Diphenylether) als Flammschutzmittel in vielen Kunststoffen und Textilien eingesetzt. 4-(2,4-Dichlorphenoxy)anilin (Aminofen) wird bei der Herstellung der Diphenylether-Herbizide verwendet. In der EU ist Diphenylether als Aromastoff unter der FL-Nummer 04.035 zugelassen.
Eine eutektische Mischung aus Biphenyl und Diphenylether wird unter den Handelsnamen Dowtherm A und Therminol VP-1 als Wärmeträgeröl angeboten.

## Sicherheitshinweise
Diphenylether bildet bei erhöhter Temperatur entzündliche Dampf-Luft-Gemische. Mit einem Flammpunkt von 115 °C gilt die Substanz als schwer entflammbar. Der Explosionsbereich liegt zwischen 0,8 Vol.‑% (55 g/m3) als untere Explosionsgrenze (UEG) und 15 Vol.‑% (1060 g/m3) als obere Explosionsgrenze (OEG). Die Zündtemperatur beträgt 610 °C. Der Stoff fällt somit in die Temperaturklasse T1.